# Óscar Domínguez
Óscar Manuel Domínguez Palazón (San Cristóbal de La Laguna, 3 gennaio 1906 – Parigi, 31 dicembre 1957) è stato un pittore spagnolo.

## Biografia
Nato a San Cristóbal de La Laguna sull'isola di Tenerife, Domínguez trascorse la sua giovinezza con la nonna a Tacoronte e dedicò sé stesso alla pittura sin dalla giovane età, soffrendo una seria malattia che lo colpiva nella crescita e causava una progressiva deformazione delle sue ossa facciali e degli arti.
A 21 anni andò a Parigi, dove lavorò inizialmente per suo padre nel mercato centrale di Les Halles e spese le sue notti a bere nei cabaret. Frequentò poi alcune scuole d'arte e visitò gallerie e musei.
Domínguez fu rapidamente attratto dai pittori avant-garde, notevolmente da Yves Tanguy e da Pablo Picasso, le cui influenze sono visibili nei suoi primi lavori. A 25 anni dipinse un autoritratto pieno di premonizioni su come sarebbe diventato: con una mano deforme e con le vene del braccio tagliate. Meditò di uccidersi a 27 anni, e successivamente di farlo tagliandosi le vene.
Nel 1933 Domínguez incontrò André Breton, un teorico del Surrealismo, e Paul Éluard, noto come il poeta di questo movimento, prendendo parte l'anno successivo all'esibizione surrealista tenuta a Copenaghen e a quelle di Londra e Tenerife nel 1936.
Si appropriò della nuova tecnica russa della decalcomania nel 1936; usando la gouache stese sottilmente su un foglio di carta o di altro materiale (a volte veniva usato il vetro), che veniva poi pressato su di un'altra superficie, come un'interfodera.
Il suo dipinto a olio del 1937, La macchina infernale, fu venduto per 2 770 000 franchi l'8 giugno 2000 a Drouot-Montaigne, a Parigi.
Alla sua vita e alla sua figura gli sono stati dedicati un documentario e un film: Visite à Oscar Dominguez di Alain Resnais (1947) e Óscar. Una pasión surrealista di Lucas Fernández (2008).